# Brigade des géants
La Brigade des géants (en arabe : الوية العمالقة) est une unité de forces spéciales de l'armée yéménite, reformée en 2015 lors de la guerre civile yéménite.
La Brigade des géants combat les Houthis dans la région d'al-Hodeïda. Elle prend ainsi part à la bataille d'al-Hodeïda. Le 12 septembre 2018, peu après la relance de la bataille débutée quelques mois plus tôt, cette unité reprend la route Kilo 16, séparant al-Hodeïda de la capitale Sanaa.
La brigade est commandée par Mouammar al-Saïdi.